# Mary Clare Moore
Pour les articles homonymes, voir Moore.
Mère Mary Clare Moore (20 mars 1814 - 13 décembre 1874) est une religieuse irlandaise des Sœurs de la Miséricorde, une infirmière de guerre et une enseignante en Crimée. Elle est l'une des dix membres originelles des Sisters of Mercy et est la sœur supérieure fondatrice du premier couvent de l'ordre en Angleterre.

## Jeunesse
Sœur Mary Clare Moore est née Georgina Moore dans la paroisse de l'église d'Irlande de St Ann's à Dublin, le 20 mars 1814. Elle est la plus jeune des trois enfants de George et Catherine Moore. La famille est protestante  Son père meurt en 1817 et sa mère en 1823. Moore, ses frères et sœurs se convertissent au catholicisme. Moore reçoit une éducation privée et travaille ensuite comme gouvernante. Elle prend le poste de gouvernante d'une nièce et d'une jeune cousine de Catherine McAuley le 13 octobre 1828 à la House of Mercy, Baggot Street. Sur place, elle commence à s'impliquer dans les autres travaux de la Maison de la Miséricorde,,.

## Carrière
Moore reçoit l'habit des Sœurs de la Miséricorde le 23 janvier 1832 au couvent récemment fondé de Baggot Street, devenant sœur Mary Clare. Elle est professée le 24 janvier 1833. Elle soigne des victimes de l'épidémie de choléra de 1832 à Dublin à l'hôpital Townsend Street Depot Cholera. Moore est nommée supérieure du couvent de Cork, fondé le 6 juillet 1837. C'est à Cork qu'elle forme des novices anglaises pour le premier couvent de miséricorde en Angleterre, à Bermondsey, Londres. Elle devient la première supérieure du couvent de Bermondsey lors de sa fondation le 19 novembre 1839, un poste qu'elle a occupé temporairement jusqu'à ce que sœur Mary Clare Agnew prenne ses fonctions. Moore retourne à Cork le 26 juin 1841, mais revient définitivement à Bermondsey le 10 décembre 1841 lorsque sœur Agnew fut destituée du poste de supérieure. À Londres, Moore et les sœurs rendaient visite aux pauvres à la maison et dans les hôpitaux St Thomas et Guy. Ici, ils instruiraient des convertis adultes et des catholiques périmés. Ils ont également participé à la scolarisation des communautés les plus pauvres. La duchesse de Leeds et la marquise Wellesley demandent que les religieuses dispensent des soins infirmiers à domicile,.

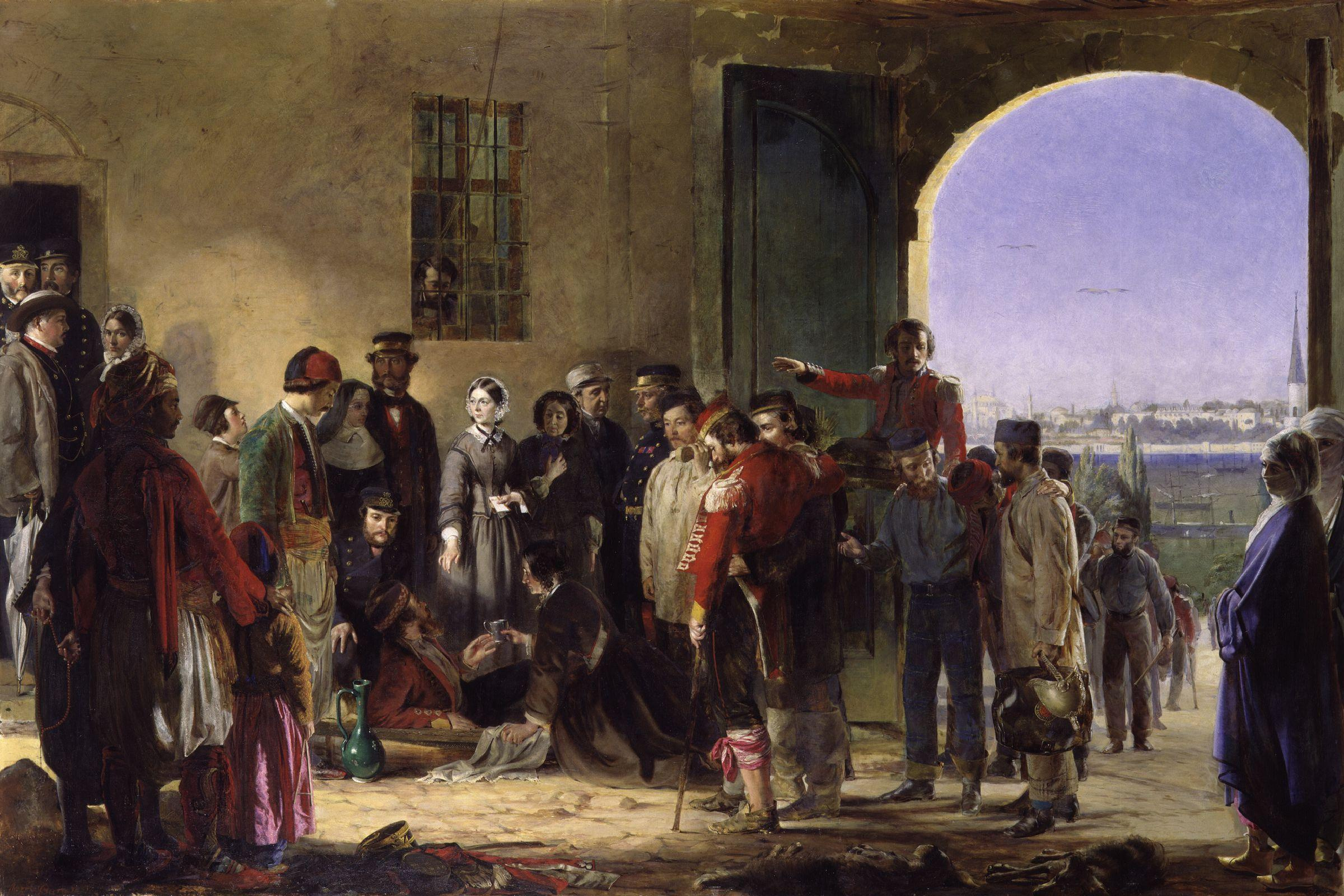
Nightingale recevant les blessés à Scutari par Jerry Barrett, Moore est représentée à gauche de Nightingale

À la demande de l'évêque Thomas Grant, Moore et quatre autres sœurs quittent Londres le 17 octobre 1854 pour soigner des soldats de l'armée britannique malades et blessés en Crimée. Leur départ précède celui de Florence Nightingale mais à la demande de Thomas Grant elles restent à Paris pour que le groupe Nightingale puisse les rejoindre. À Paris, Moore visite des hôpitaux pour étudier la pratique des soins infirmiers et rassemble des fournitures et des instruments chirurgicaux qui révèlent très utiles par la suite dans les hôpitaux de campagne de Crimée. Le 4 novembre, les groupes arrivent à Constantinople et Moore prend en charge les magasins, les cuisines et les aides-soignants de ces départements. Le groupe de Nightingale et les autres sœurs prend en charge l'ancienne caserne turque transformée en hôpital de fortune avec 2 500 blessés. Moore est ensuite affectée à l'hôpital de la caserne de Scutari en Turquie, en 1855, soignant des victimes d'une épidémie de choléra aux côtés d'autres Sisters of Mercy telles que Sister Aloysius Doyle. Le 28 avril 1856, elle revient à Londres après une grave maladie. Nightingale reconnaît son endettement envers les tâches infirmières de Moore et rend hommage à ses qualités dans une lettre de Balaclava. Moore et Nightingale resteront amie à vie,. Moore est inclus dans le tableau The Mission of Mercy de Jerry Barrett qui représente Nightingale recevant un soldat blessé à l'hôpital Barrack.
En 1868, Moore supervise la publication de The Practical Sayings of ... Catherine McAuley'.
Moore meurt au couvent de la miséricorde à Bermondsey, le 13 décembre 1874, et est enterré dans le cimetière du couvent. Alors que Moore est en train de mourir, Nightingale a écrit que « c'est nous qui sommes sans mère quand elle s'en va ».

## Fondations
Moore a fondé huit couvents en Angleterre : 
- Chelsea (1845)
- Bristol (1846)
- Brighton (1852)
- Hôpital St John's et Elizabeth's
- Londres (1856)
- Wigton (1857)
- Abingdon (1860)
- Gravesend (1860)
- Clifford (1870)
- couvent et maison de la miséricorde à Eltham (1874)[1],[4]